# Proviseux-et-Plesnoy
Proviseux-et-Plesnoy est une commune française située dans le département de l'Aisne, en région Hauts-de-France.

## Géographie

### Localisation
- 1Carte dynamique
- 2Carte OpenStreetMap
- 3Carte topographique
- 4Carte avec les communes environnantes

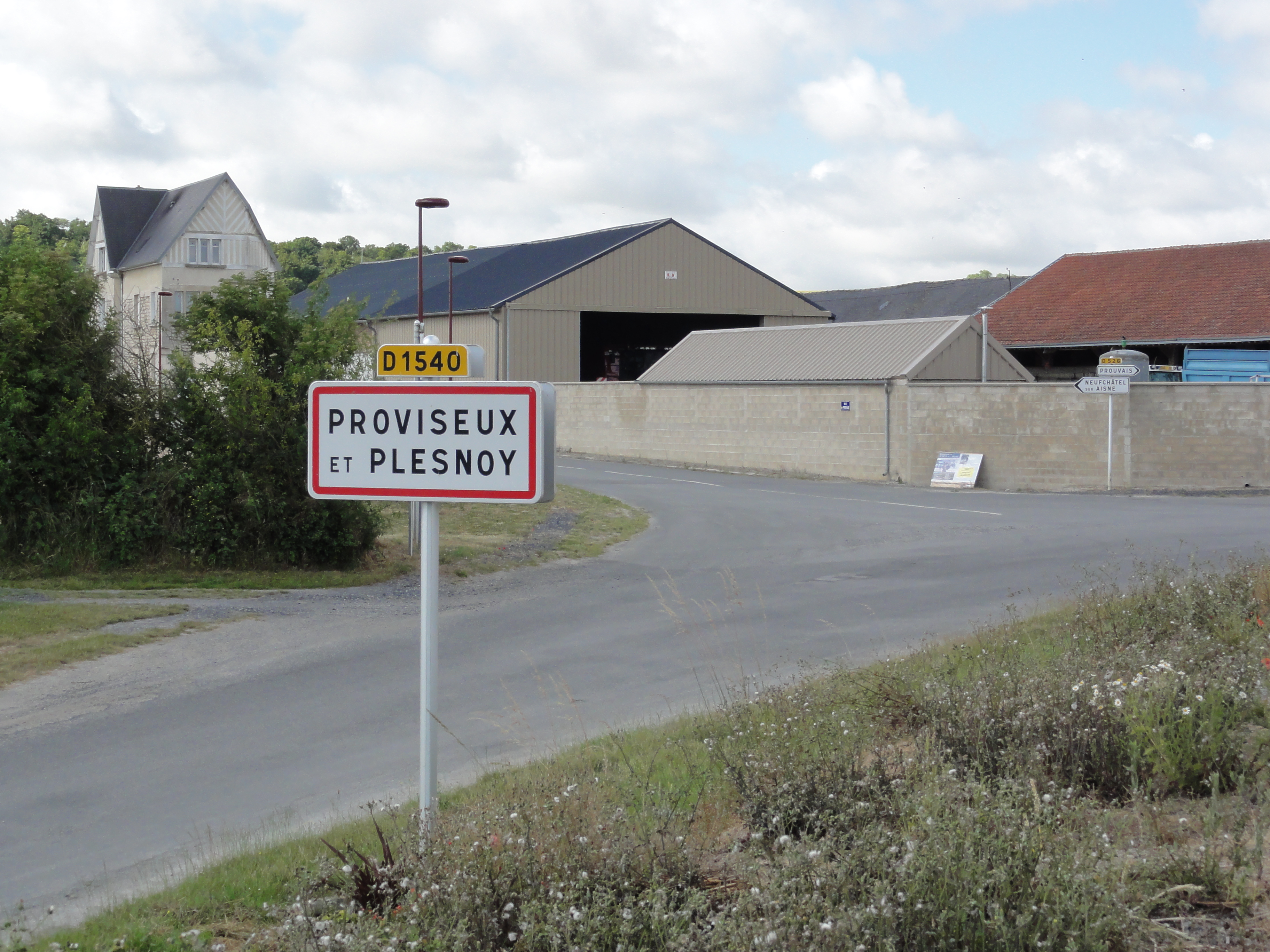
Entrée de Proviseux.
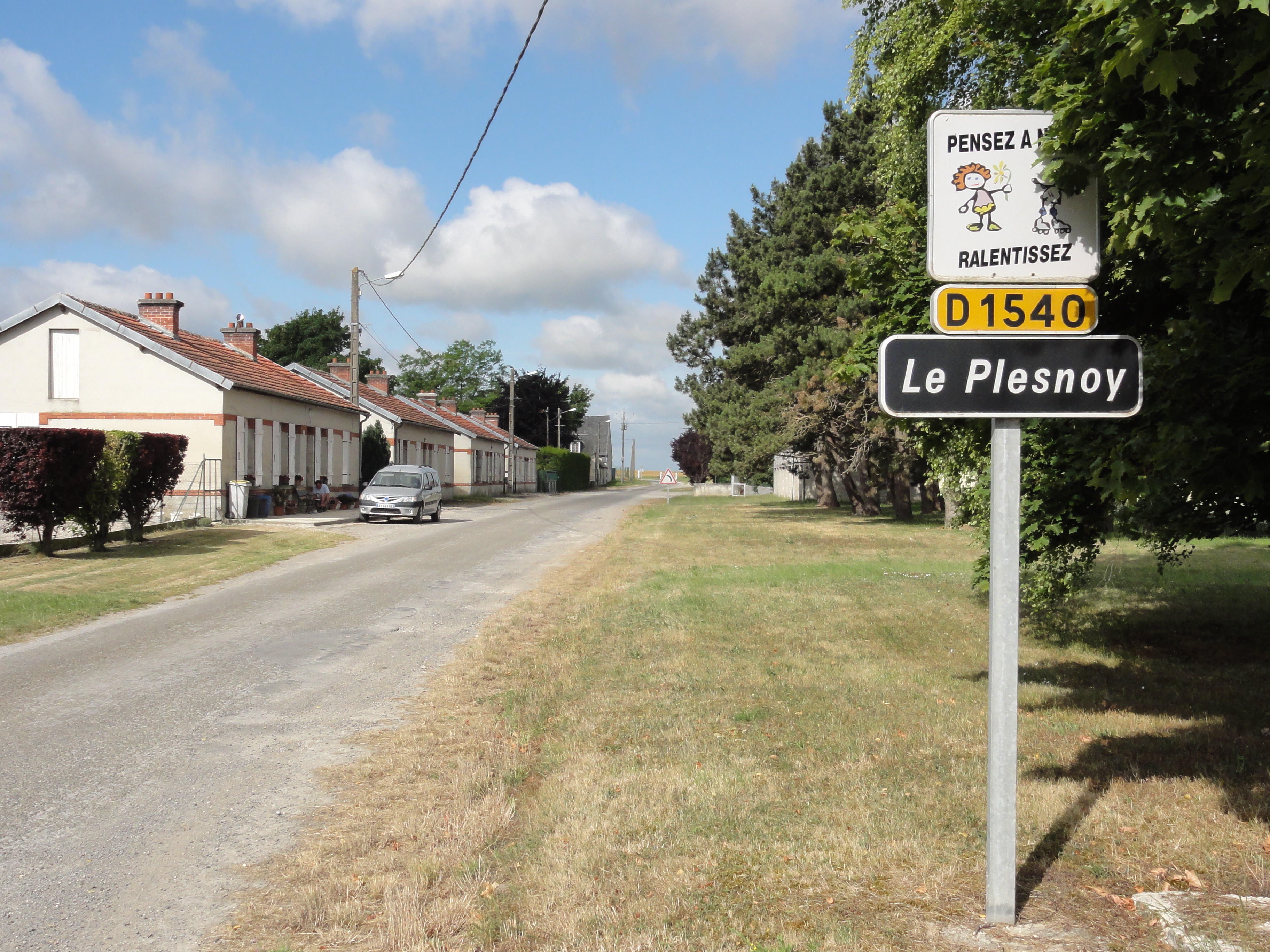
Entrée du Plesnoy.

### Hydrographie
La commune est située dans le bassin Seine-Normandie. Elle n'est drainée par aucun cours d'eau,.

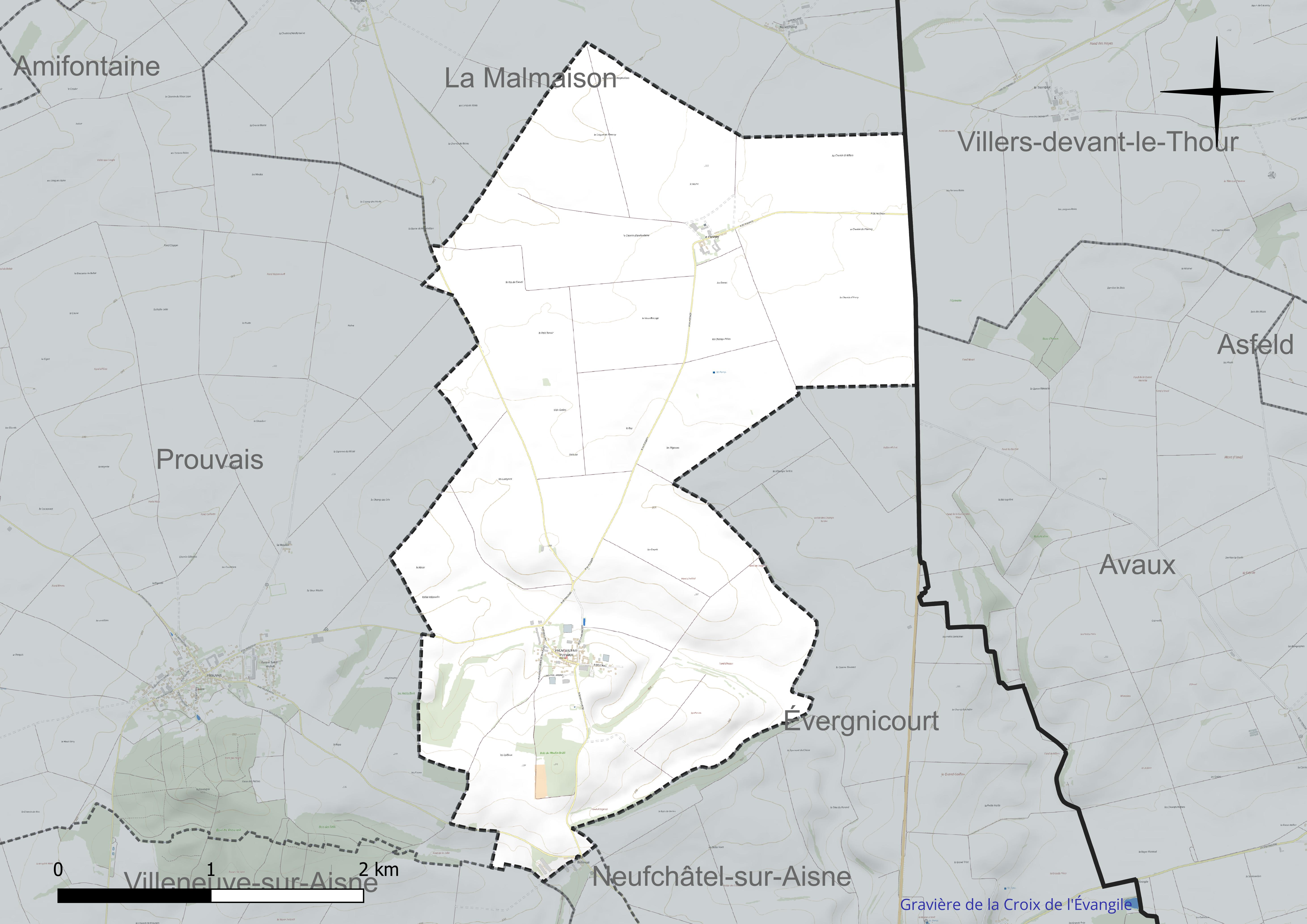
Réseau hydrographique de Proviseux-et-Plesnoy.

### Climat
Pour des articles plus généraux, voir Climat des Hauts-de-France et Climat de l'Aisne.
En 2010, le climat de la commune est de type climat océanique dégradé des plaines du Centre et du Nord, selon une étude du CNRS s'appuyant sur une série de données couvrant la période 1971-2000. En 2020, Météo-France publie une typologie des climats de la France métropolitaine dans laquelle la commune est exposée à un climat océanique altéré et est dans la région climatique Nord-est du bassin Parisien, caractérisée par un ensoleillement médiocre, une pluviométrie moyenne régulièrement répartie au cours de l'année et un hiver froid (3 °C).
Pour la période 1971-2000, la température annuelle moyenne est de 10,3 °C, avec une amplitude thermique annuelle de 15,3 °C. Le cumul annuel moyen de précipitations est de 746 mm, avec 12,1 jours de précipitations en janvier et 8,9 jours en juillet. Pour la période 1991-2020, la température moyenne annuelle observée sur la station météorologique la plus proche, située sur la commune de La Selve à 12 km à vol d'oiseau, est de 10,8 °C et le cumul annuel moyen de précipitations est de 710,7 mm,. Pour l'avenir, les paramètres climatiques de la commune estimés pour 2050 selon différents scénarios d'émission de gaz à effet de serre sont consultables sur un site dédié publié par Météo-France en novembre 2022.

## Urbanisme

### Typologie
Au 1er janvier 2024, Proviseux-et-Plesnoy est catégorisée commune rurale à habitat dispersé, selon la nouvelle grille communale de densité à 7 niveaux définie par l'Insee en 2022.
Elle est située hors unité urbaine. Par ailleurs la commune fait partie de l'aire d'attraction de Reims, dont elle est une commune de la couronne,. Cette aire, qui regroupe 294 communes, est catégorisée dans les aires de 200 000 à moins de 700 000 habitants,.

### Occupation des sols
L'occupation des sols de la commune, telle qu'elle ressort de la base de données européenne d'occupation biophysique des sols Corine Land Cover (CLC), est marquée par l'importance des territoires agricoles (100 % en 2018), une proportion identique à celle de 1990 (100 %). La répartition détaillée en 2018 est la suivante : 
terres arables (95,9 %), zones agricoles hétérogènes (4,1 %).
L'évolution de l'occupation des sols de la commune et de ses infrastructures peut être observée sur les différentes représentations cartographiques du territoire : la carte de Cassini (XVIIIe siècle), la carte d'état-major (1820-1866) et les cartes ou photos aériennes de l'IGN pour la période actuelle (1950 à aujourd'hui).

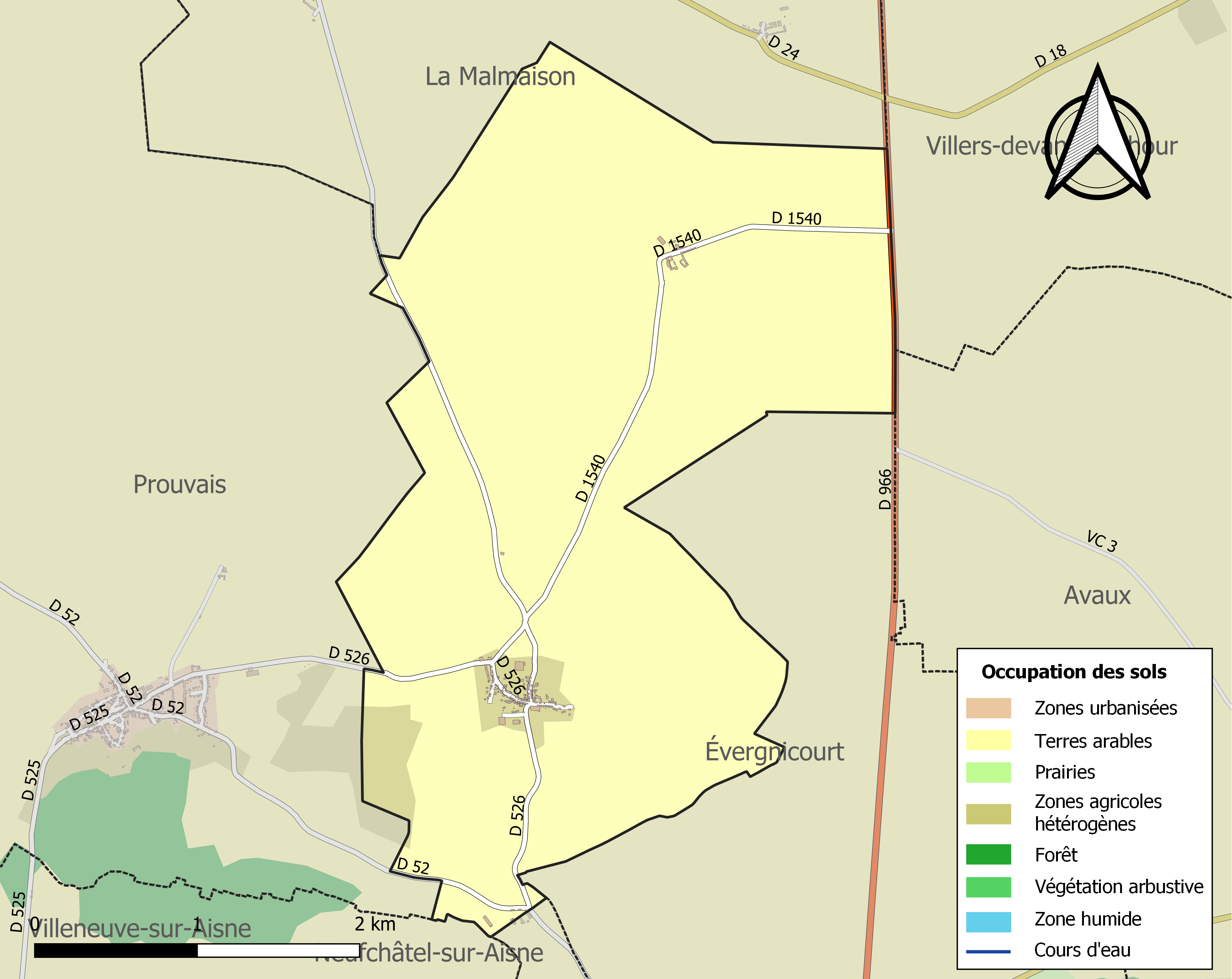
Carte de l'occupation des sols de la commune en 2018 (CLC).

## Toponymie
Le nom de la localité est attesté sous les formes Capella de Provisiolo (1082) ; Provisioz (1226) ; Provisieux, Provisiex, Prouvisiex (1247) ; Provisius (1268) ; Prouvisueil (1393) ; Provisel (1405) ; Pourvisueil (1417) ; Provisseux (1630) ; Paroisse de Saint-Étienne-de-Proviseux (1674) ; Provizeux (1729) ; Prouviseux (1756).
Plesnoy, ancien hameau de la commune, est attesté sous les formes In territorio de Planeto (1137) ; Grangia de Planoit (1179) ; Plennoit (1393) ; Plesnois (1623) ; Planois (1681) ; Plenois (1705) ; Plenoy.

## Politique et administration

### Découpage territorial
La commune de Proviseux-et-Plesnoy est membre de la communauté de communes de la Champagne Picarde, un établissement public de coopération intercommunale (EPCI) à fiscalité propre créé le 22 décembre 1995 dont le siège est à Saint-Erme-Outre-et-Ramecourt. Ce dernier est par ailleurs membre d'autres groupements intercommunaux.
Sur le plan administratif, elle est rattachée à l'arrondissement de Laon, au département de l'Aisne et à la région Hauts-de-France. Sur le plan électoral, elle dépend du canton de Villeneuve-sur-Aisne pour l'élection des conseillers départementaux, depuis le redécoupage cantonal de 2014 entré en vigueur en 2015, et de la première circonscription de l'Aisne  pour les élections législatives, depuis le dernier découpage électoral de 2010.

### Administration municipale
| Période                                  | Période                       | Identité           | Étiquette | Qualité                                                       |
| ---------------------------------------- | ----------------------------- | ------------------ | --------- | ------------------------------------------------------------- |
| Les données manquantes sont à compléter. |                               |                    |           |                                                               |
| avant 1995                               |                               | François van Sante |           |                                                               |
| mars 2001                                | mai 2020                      | Claude Begard      | DVG       | Retraité de l'enseignement Réélu(e) pour le mandat 2014-2020, |
| mai 2020                                 | En cours (au 13 juillet 2020) | Françoise Goossens |           |                                                               |

## Démographie
L'évolution du nombre d'habitants est connue à travers les recensements de la population effectués dans la commune depuis 1793. Pour les communes de moins de 10 000 habitants, une enquête de recensement portant sur toute la population est réalisée tous les cinq ans, les populations de référence des années intermédiaires étant quant à elles estimées par interpolation ou extrapolation. Pour la commune, le premier recensement exhaustif entrant dans le cadre du nouveau dispositif a été réalisé en 2006.

En 2022, la commune comptait 133 habitants, en évolution de +10,83 % par rapport à 2016 (Aisne : −1,97 %, France hors Mayotte : +2,11 %).
| 1793 | 1800 | 1806 | 1821 | 1831 | 1836 | 1841 | 1846 | 1851 |
| ---- | ---- | ---- | ---- | ---- | ---- | ---- | ---- | ---- |
| 194  | 206  | 202  | 224  | 220  | 228  | 213  | 203  | 200  |

| 1856 | 1861 | 1866 | 1872 | 1876 | 1881 | 1886 | 1891 | 1896 |
| ---- | ---- | ---- | ---- | ---- | ---- | ---- | ---- | ---- |
| 201  | 193  | 194  | 147  | 151  | 163  | 151  | 162  | 141  |

| 1901 | 1906 | 1911 | 1921 | 1926 | 1931 | 1936 | 1946 | 1954 |
| ---- | ---- | ---- | ---- | ---- | ---- | ---- | ---- | ---- |
| 129  | 127  | 137  | 129  | 142  | 166  | 193  | 173  | 192  |

| 1962 | 1968 | 1975 | 1982 | 1990 | 1999 | 2006 | 2011 | 2016 |
| ---- | ---- | ---- | ---- | ---- | ---- | ---- | ---- | ---- |
| 166  | 150  | 107  | 117  | 110  | 102  | 94   | 119  | 120  |

| 2021 | 2022 | - | - | - | - | - | - | - |
| ---- | ---- | - | - | - | - | - | - | - |
| 130  | 133  | - | - | - | - | - | - | - |

## Économie
Agriculture et jardinage.

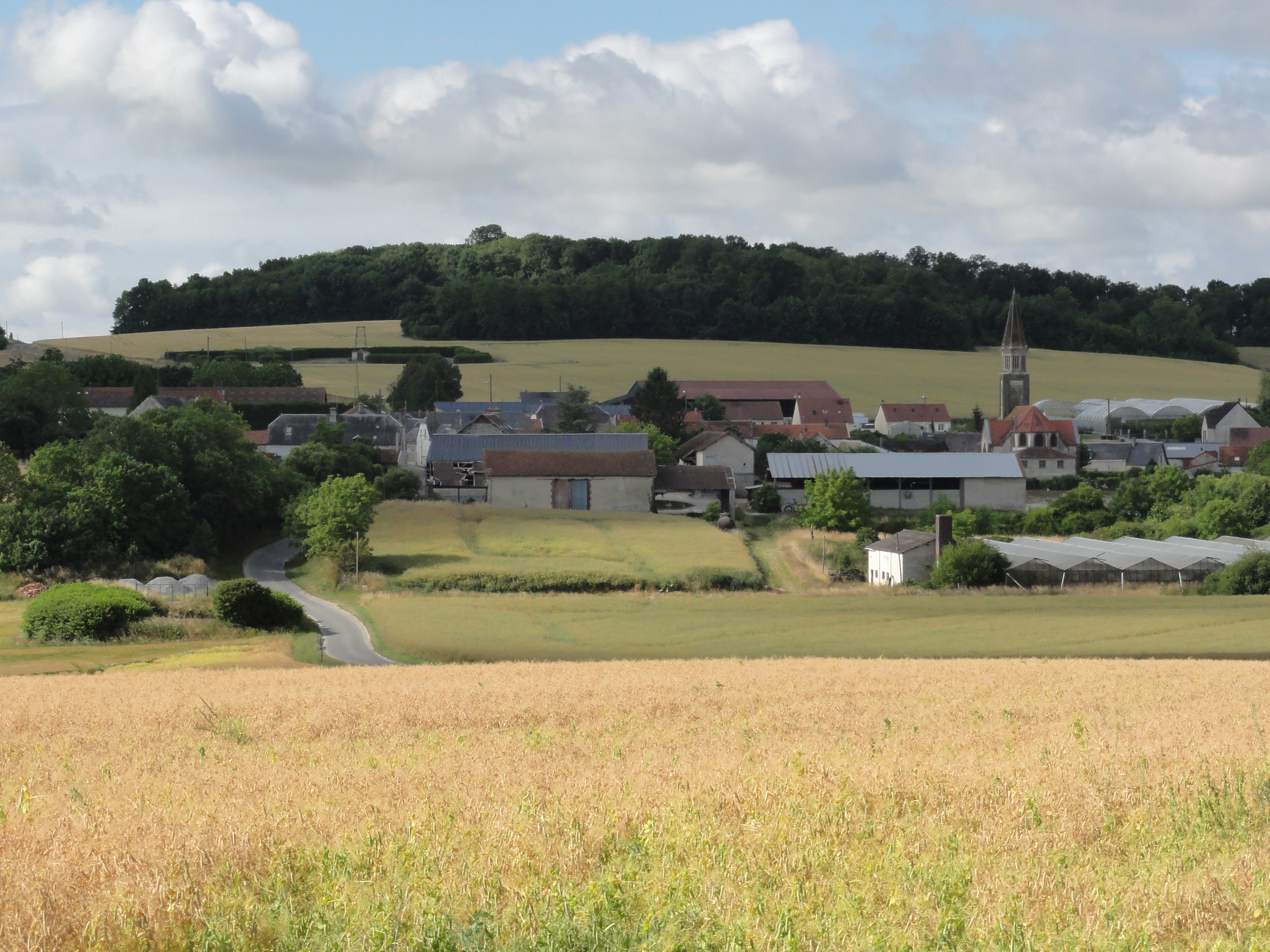
Vue sur Proviseux avec ses champs.
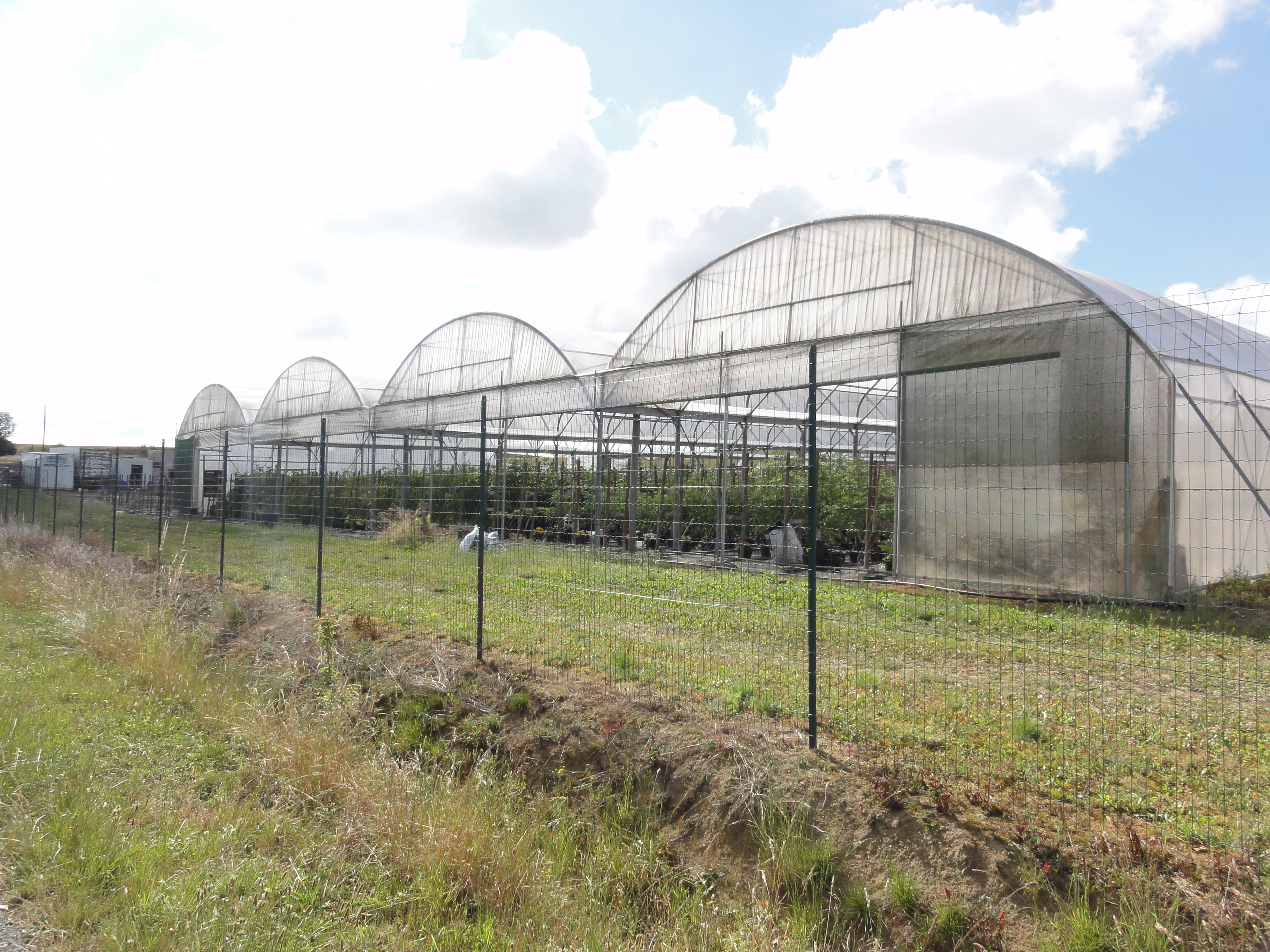
Serriculture dans la Ruelle des Jardins.

## Culture locale et patrimoine

### Lieux et monuments
- Église Saint-Étienne de Proviseux.
- Plaque monument aux morts, commémorant deux soldats et deux victimes civiles de la guerre de 1914-1918.

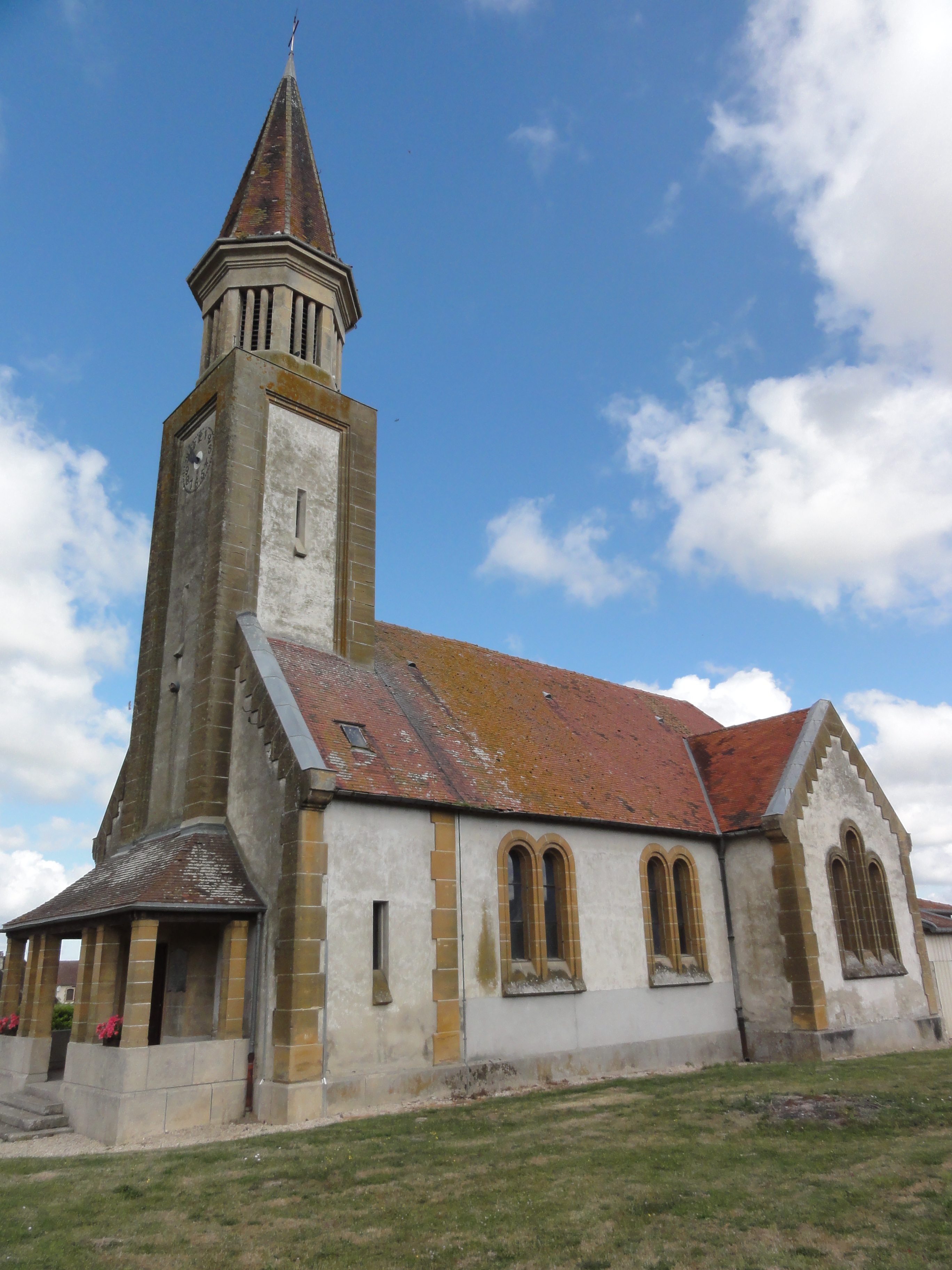
Église Saint-Étienne.

### Héraldique
| Blason de Proviseux-et-Plesnoy | Blason  | Tiercé en pairle renversé : au 1er de gueules à saint Étienne d'argent tenant de sa main dextre une palme du même, au 2e d'or à un lion d'azur armé et lampassé de gueules, au 3e de sinople à sept épis de blé d'or posés en éventail et liés de gueules. |
| Blason de Proviseux-et-Plesnoy | Détails | Saint Étienne est le patron de la paroisse. Le lion d'azur est repris du blason du comte de Roucy. Le sinople et le blé évoquent l'agriculture. Création de Jean-François Binon adoptée en novembre 2020.                                                  |
| Blason de Proviseux-et-Plesnoy | Alias   | Écartelé de gueules et d'azur ; à la croix d'argent brochant sur la partition. |